# Elin Gaustad
Elin Gaustad (Molde, 1º luglio 1988) è una cantante norvegese.

## Biografia
Elin Gaustad è salita alla ribalta nel 2009 con la sua partecipazione all'edizione inaugurale di X Factor Norge. Pur non avendo raggiunto la finale, il sostegno da parte del pubblico le ha garantito un contratto discografico con la Playroom Music. Si è esibita alla finale di X Factor Norge nella Telenor Arena con il suo singolo di debutto Confessional Song, che ha raggiunto la 2ª posizione della classifica norvegese. Ha intrapreso la sua prima tournée insieme a Kurt Nilsen nella primavera del 2010. Nel successivo autunno il suo album di debutto Whole New Beginning ha debuttato al 7º posto in classifica.

## Discografia

### Album in studio
- 2010 – Whole New Beginning

### Singoli
- 2010 – Confessional Song
- 2010 – Tidsfrist